# Seguros Bolivar Open Cali 2009
Il Seguros Bolívar Open Cali 2009 è un torneo professionistico di tennis maschile giocato sulla terra rossa, che faceva parte dell'ATP Challenger Tour 2009. Si è giocato a Cali in Colombia dal 14 al 20 settembre 2009.

## Partecipanti

### Teste di serie
| Nazionalità | Giocatore          | Ranking* | Testa di serie |
| ----------- | ------------------ | -------- | -------------- |
| Argentina   | Horacio Zeballos   | 76       | 1              |
| Colombia    | Santiago Giraldo   | 123      | 2              |
| Argentina   | Sergio Roitman     | 125      | 3              |
| Argentina   | Brian Dabul        | 131      | 4              |
| Argentina   | Juan Ignacio Chela | 137      | 5              |
| Argentina   | Sebastián Decoud   | 139      | 6              |
| Colombia    | Alejandro Falla    | 160      | 7              |
| Brasile     | Ricardo Hocevar    | 179      | 8              |

- Ranking al 31 agosto 2009.

### Altri partecipanti
Giocatori che hanno ricevuto una wild card:
- Juan Sebastián Cabal
- Alejandro Gómez
- Borut Puc
- Eduardo Struvay

Giocatori passati dalle qualificazioni:
- Tigre Hank
- Michael Quintero
- Sebastián Serrano
- Nicolás Todero

## Campioni

### Singolare
Alejandro Falla ha battuto in finale  Horacio Zeballos con il punteggio di 6–3, 6–4

### Doppio
Sebastián Prieto /  Horacio Zeballos hanno battuto in finale  Ricardo Hocevar /  João Souza con il punteggio di 4–6, 6–3, [10–5]